# Psyche (космический аппарат)
Psyche («Психе́я») — космический аппарат NASA по изучению металлического астероида (16) Психея, который может пролить свет на происхождение планетных ядер. Запущен с помощью ракеты Falcon Heavy 13 октября 2023 года.
Основоположник миссии — Линди Элкинс-Тэнтон из университета Аризоны, она предложила эту миссию NASA для программы «Discovery Program». Миссию Psyche окончательно утвердили 4 января 2017 года. Проектом управляет лаборатория реактивного движения (JPL).
Изначально планировалось, что в качестве попутной нагрузки в космос будут выведены два малых аппарата Janus для исследования двойных астероидов (предварительно определены две потенциальные цели: 1991 VH и 1996 FG3), но в 2022 году из-за переноса даты пуска от этих планов отказались. Рассматривались и другие возможности, например «Афина» для пролёта мимо астероида (2) Паллада.
(16) Психея — самый тяжёлый из известных астероидов класса М. Считается, что это ядро протопланеты, остаток после столкновения, которое содрало все остальные слои. Радарные наблюдения говорят, что этот астероид состоит из железа и никеля.

## Обзор миссии
Данные показывают, что астероид (16) Психея имеет диаметр около 252 км. Учёные считают, что она может быть голым ядром протопланеты, которая могла быть размером с Марс и потерять внешние слои в результате серии столкновений.
Аппарат построен Лабораторией реактивного движения (JPL) НАСА в сотрудничестве с SSL (ранее Space Systems/Loral) и Университетом штата Аризона.

### Научные цели и задачи
В формировании многих астероидов и всех планет земной группы важную роль играла гравитационная дифференциация, и прямое исследование ядра могло бы значительно улучшить понимание этого процесса. «Психея» будет изучать геологию, форму, элементный состав, магнитное поле и распределение масс астероида (16) Психея. Ожидается, что эта миссия расширит понимание формирования планет и их внутренних структур. Научные цели миссии:
- Понять ранее неисследованную часть формирования планеты: железные ядра.
- Заглянуть внутрь планет земной группы, включая Землю, непосредственно исследуя внутреннюю часть дифференцированного тела, которое иначе не было бы видно.
- Исследовать новый тип мира, сделанный из металла.
- Определить, является ли Психея ядром, или это расплавленное вещество.
- Определить относительный возраст областей поверхности Психеи.
- Определить, содержат ли небольшие металлические тела те же лёгкие элементы, которые ожидаются в ядре высокого давления Земли.
- Определить, образовалась ли Психея в условиях, более окислительных или более восстановительных, чем ядро Земли.
- Охарактеризовать топографию Психеи.

Научные вопросы миссии:
- Является ли Психея обнажённым ядром дифференцированной планетезимали, или она была сформирована как богатое железом тело? Каковы были части планет до слипания? Были ли у планетезималей, которые образовались вблизи Солнца и далеко очень разные составы?
- Если Психея была лишена своей мантии, когда и как это произошло?
- Если Психея когда-то была расплавлена, она затвердела изнутри или снаружи?
- Возможно, Психея обладает магнитным полем, как он охлаждается?
- Каковы основные элементы, которые сосуществуют в металлическом железе сердечника?
- Каковы основные характеристики геологической поверхности и глобальной топографии? (16) Психея радикально отличается от известных каменистых и ледяных тел?
- Чем отличаются кратеры на металлическом теле от скал или льда?

### План полёта
| Сегодня 644 день из 2128 дней полёта до выхода на орбиту вокруг астероида. Выход на орбиту Психеи ожидается через 4 года 23 дня. Из всего пути: 30,3 % завершено |  |
| \| \| \| |  |
| |  |

Психея прибудет к астероиду (16) Психея и выйдет на орбиту вокруг него в 2029 году. Космический корабль будет вращаться на уменьшающихся высотах или режимах. Его первый режим, «Орбита A», позволит космическому кораблю выйти на орбиту длиной 700 км для определения магнитного поля и предварительного картографирования в течение 56 дней. Затем он опустится на орбиту B, установленную на высоте 290 км, на 76 дней для тех же целей. Далее он опустится на орбиту C на высоте 170 км, на 100 дней для исследования гравитации и магнитного поля. Наконец, орбитальный аппарат выйдет на орбиту D на высоте 85 км, чтобы определить химический состав поверхности с помощью гамма-излучения и нейтронных спектрометров. Планируется, что аппарат пробудет на орбите астероида в течение не менее 21 месяца.

## История
Миссия «Психея» была представлена в рамках конкурса предложений для программы «Discovery» НАСА в феврале 2015 года. Она была включена в список из 5 финалистов 30 сентября 2015 года и получила 3 млн долл. на дальнейшую разработку концепции. Одним из аспектов отбора было длительное «посещение объекта», когда около 30 сотрудников НАСА приходят и проводят собеседования, осматривают и задают вопросы авторам предложений и их плану.
4 января 2017 года «Люси» и «Психея» были выбраны для 13-й и 14-й миссий «Discovery», соответственно, с запуском «Психеи» в 2023 году. В мае 2017 года дата запуска была перенесена на август 2022 года с ожидаемым прибытием 31 января 2026 года и манёвром в гравитационном поле Марса 23 мая 2023 года.
В феврале 2021 года НАСА сообщило, что реализация миссии «Психея» скоро вступит в финальную стадию.
В июне 2022 года НАСА сообщило о том, что из-за проблем с программным обеспечением, отвечающим за управление аппаратом, не успевает завершить тестирование аппарата до закрытия пускового окна в октябре 2022 года. Запуск возможен в 2023 и 2024 году с прибытием к астероиду в 2029 и 2030 году соответственно.
В октябре 2022 года NASA сообщило, что планирует запустить станцию 10 октября 2023 года с прибытием к цели в 2029 году . В июле 2023 года дата запуска уточнена — 5 октября 2023 года. В сентябре 2023 года дата запуска перенесена на 12 октября 2023 года в 14:16 UTC.
13 октября 2023 года аппарат был успешно запущен.
4 декабря Psyche произвела проверку камер, сделав фотографию, включающую звезды из созвездия рыб. Это стало первым светом камер аппарата.

1 апреля давление в системе подачи топлива упало примерно на 0.6 атм, в связи с чем двигатель был выключен

## Траектория полёта
Траектория полёта миссии Psyche

## Конструкция КА
«Психея» будет использовать солнечный ЭРД[уточнить], и будет нести научную полезную нагрузку: A-магнитометр и гамма-спектрометр.

### Полезная нагрузка
Психея будет летать с грузом 30 кг, состоящим из четырёх научных инструментов:
- Многоспектральная камера обеспечит изображения с высоким разрешением с помощью фильтров для различения металлических и силикатных компонентов.
- Гамма-и нейтронный спектрометр проанализирует и отобразит элементный состав астероида.
- Магнитометр будет измерять и отображать остаточное магнитное поле астероида.
- Измерение параметров орбиты при помощи штатной системы связи позволит изучить гравитационное поле астероида и определить его внутреннюю структуру.
- Космический корабль также будет испытывать экспериментальную технологию лазерной связи под названием Deep Space Optical Communications. Ожидается, что устройство сможет повысить производительность и эффективность связи космического корабля в 10-100 раз по сравнению с обычными средствами. Лазерные лучи от космического корабля будут приниматься наземным телескопом в Паломарской обсерватории в Калифорнии.

### Двигатель
| Параметр         | Значение                                                                                |
| ---------------- | --------------------------------------------------------------------------------------- |
| Тип              | Двигатель на эффекте Холла                                                              |
| Мощность         | 0,9—4,5 кВт; производительность солнечной батареи — 20 кВт на Земле и 2,3 кВт на Психее |
| Удельный импульс | 1800 с                                                                                  |
| Полный импульс   | 8,2 мН·с                                                                                |
| осевая нагрузка  | 280 мН                                                                                  |
| Масса двигателя  | 8,5 кг                                                                                  |
| Масса топлива    | ≈ 922 кг ксенона                                                                        |

Эта миссия будет использовать двигатель SPT-140 (стационарный плазменный двигатель[уточнить]) с эффектом Холла, использующий солнечную электрическую тягу, когда электричество, генерируемое солнечными батареями, передаётся на электрический, а не на химический ракетный двигатель. Двигатель номинально рассчитан на рабочую мощность 4,5 кВт, мощность в течение длительного времени — около 900 Вт.
Концепция двигателя была разработана в СССР в ОКБ «Факел» и дорабатывалась в НАСА и компаниях Space Systems/Loral и Pratt & Whitney с конца 1980-х годов. SPT-140 был впервые испытан в США в 2002 году в рамках программы внедрения ракетных движителей ВВС США. Использование солнечных электрических двигателей позволит космическому аппарату достичь (16) Психеи (3,3 астрономических единиц) гораздо быстрее, при этом потребляя всего 10 % топлива от того количества, которое потребовалось бы при использовании обычных химических двигателей.
Электричество будет генерироваться двусторонними солнечными батареями в форме буквы X с пятью панелями на каждой стороне.